# Cap-Nord
Ne doit pas être confondu avec cap Nord.
Le Cap-Nord (en afrikaans : Noord-Kaap, en anglais : Northern Cape) est une province de l'Afrique du Sud, formée en 1994 de la partie septentrionale de la Province du Cap de Bonne Espérance dissoute. Son chef-lieu est Kimberley.
Peuplée de 1,2 million d'habitants en 2016, la province est linguistiquement à majorité afrikaans (53,8 %), essentiellement des Coloured et des Afrikaners.

## Géographie
La province est entourée au nord de la Namibie, au nord-est du Botswana et de la province sud-africaine du Nord-Ouest, à l'est de la province de l'État-Libre, au sud de la province du Cap-Occidental, et à l'ouest de l'océan Atlantique.
Le Cap-Nord est de loin la province la plus étendue de l'Afrique du Sud, mais son territoire est dominé par le plateau aride du Grand-Karoo (qui comprend le désert du Kalahari) et du désert du Namib. Il est donc aussi la province la moins peuplée du pays.
Cependant il inclut la partie sud du parc transfrontalier du ǀAi-ǀAis/Richtersveld, plus précisément le paysage culturel et botanique de Richtersveld, à l'origine une aire protégée communautaire instaurée sur l'initiative des habitants. La zone a été inscrite au Patrimoine mondial de l'UNESCO en 2007 pour prévenir les dégâts d'une exploitation de diamants projetée dans un secteur encore épargné. Précédant celle du Parc transfrontalier du ǀAi-ǀAis/Richtersveld, la création du parc national du Richtensveld en 1991 fait événement puisque la gestion du parc est d'emblée confiée conjointement à SANParks et au peuple Nama, ceci trois ans avant la fin de l'apartheid en Afrique du Sud.

## Histoire
Avant l'entrée en scène de la Compagnie néerlandaise des Indes orientales, la majeure partie de la province est peuplée par des gens de langue khoïsan. Plusieurs petites communautés (par exemple les Namas et les San) de la province continuent à parler des langues khoïsan.
D'autres descendants des peuples khoïsan se sont mêlés aux colons des Pays-Bas, les serviteurs de l'Indonésie, et les esclaves d'autres pays d'Afrique. Les personnes de ce genre, dits gens de couleur ou métis, qui parlent depuis longtemps afrikaans, constituent la majorité des habitants de la province. Un groupe historiquement distinct de ceux-ci sont les Griqua, qui se sont installés dans l'actuelle région du Griqualand Ouest au XIXe siècle.
Le Griqualand Ouest a une importance particulière pour la province, car sa ville principale, Kimberley, est le centre de la zone minière essentielle à l'économie de la province. Les diamants de Kimberley fournissaient à Cecil Rhodes la majeure partie de ses richesses.
La minorité tswana importante est surtout présente en milieu urbain et sur la frange orientale de la province.

## Démographie
| Langue    | 1996   | 2001   | 2011   |  |
| Afrikaans | 69,3 % | 56,6 % | 53,8 % |  |
| Anglais   | 2,4 %  | 2,1 %  | 3,4 %  |  |
| Xhosa     | 6,3 %  | 5,4 %  | 5,3 %  |  |
| Tswana    | 19,9 % | 33,7 % | 33,1 % |  |
| Autres    | 2,1 %  | 2,2 %  | 4,4 %  |  |
| Total     | 100    | 100    | 100    |  |

## Districts et municipalités

Carte administrative.

- Namakwa (Namaqualand), chef-lieu Springbok
  - Richtersveld
  - Nama Khoi
  - Kamiesberg
  - Hantam
  - Karoo Hoogland
  - Khai-Ma
- Pixley Ka Seme
  - Ubuntu
  - Umsobomvu
  - Enthanjeni
  - Kareeberg
  - Renosterberg
  - Thembelihle
  - Siyathemba
  - Siyancuma
- ZF Mgcawu (anciennement Siyanda)
  - Dawid Kruiper
  - Kai Garib
  - Kheis
  - Tsantsabane
  - Kgatelopele
- Frances Baard
  - Sol Plaatje
  - Dikgatlong
  - Magareng
  - Phokwane
- John Taolo Gaetsewe
  - Joe Morolong (anciennement Moshaweng)
  - Ga-Segonyana
  - Gamagara

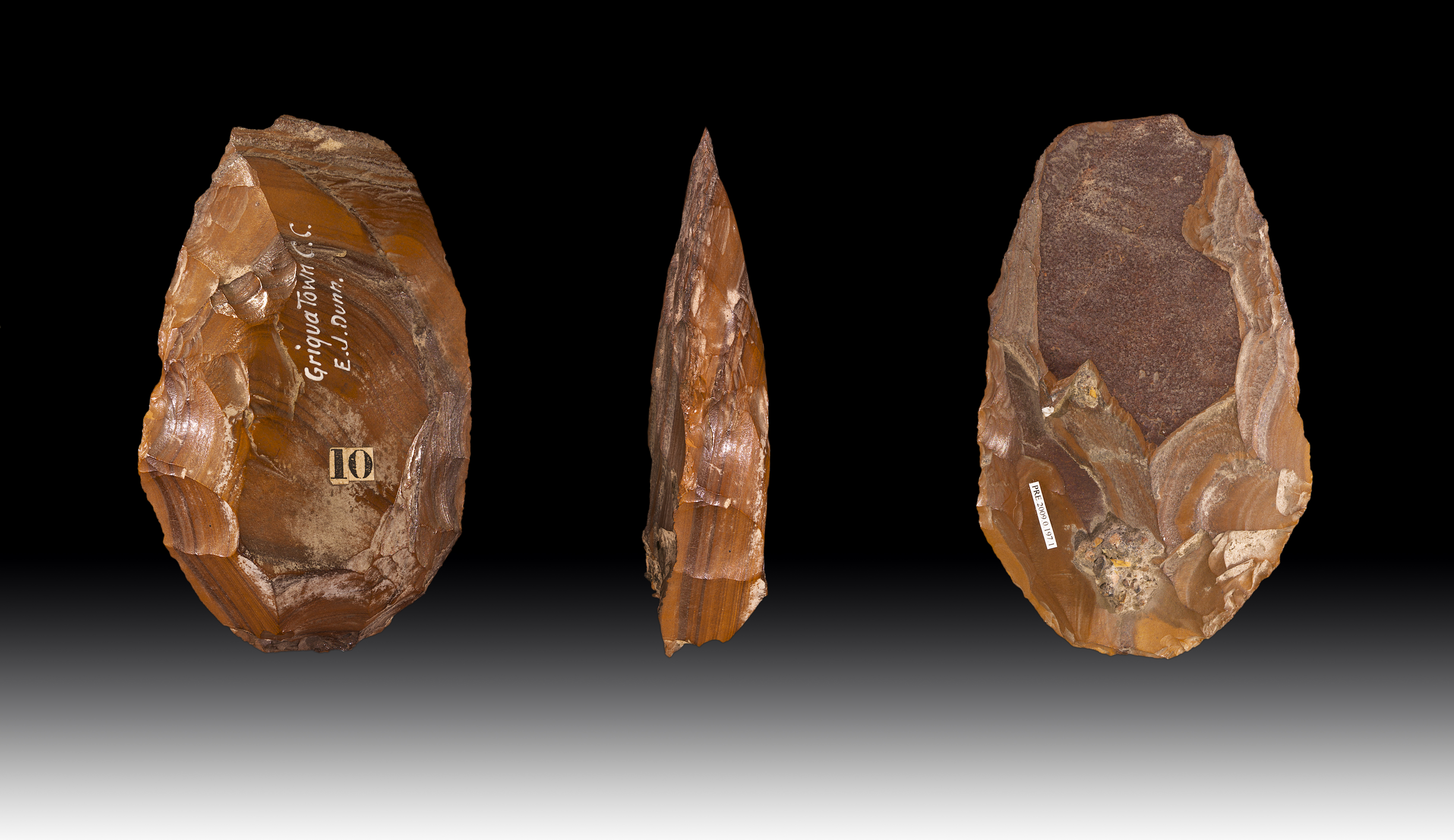
Biface - Paléolithique inférieur - Cap du Nord - Muséum de Toulouse.
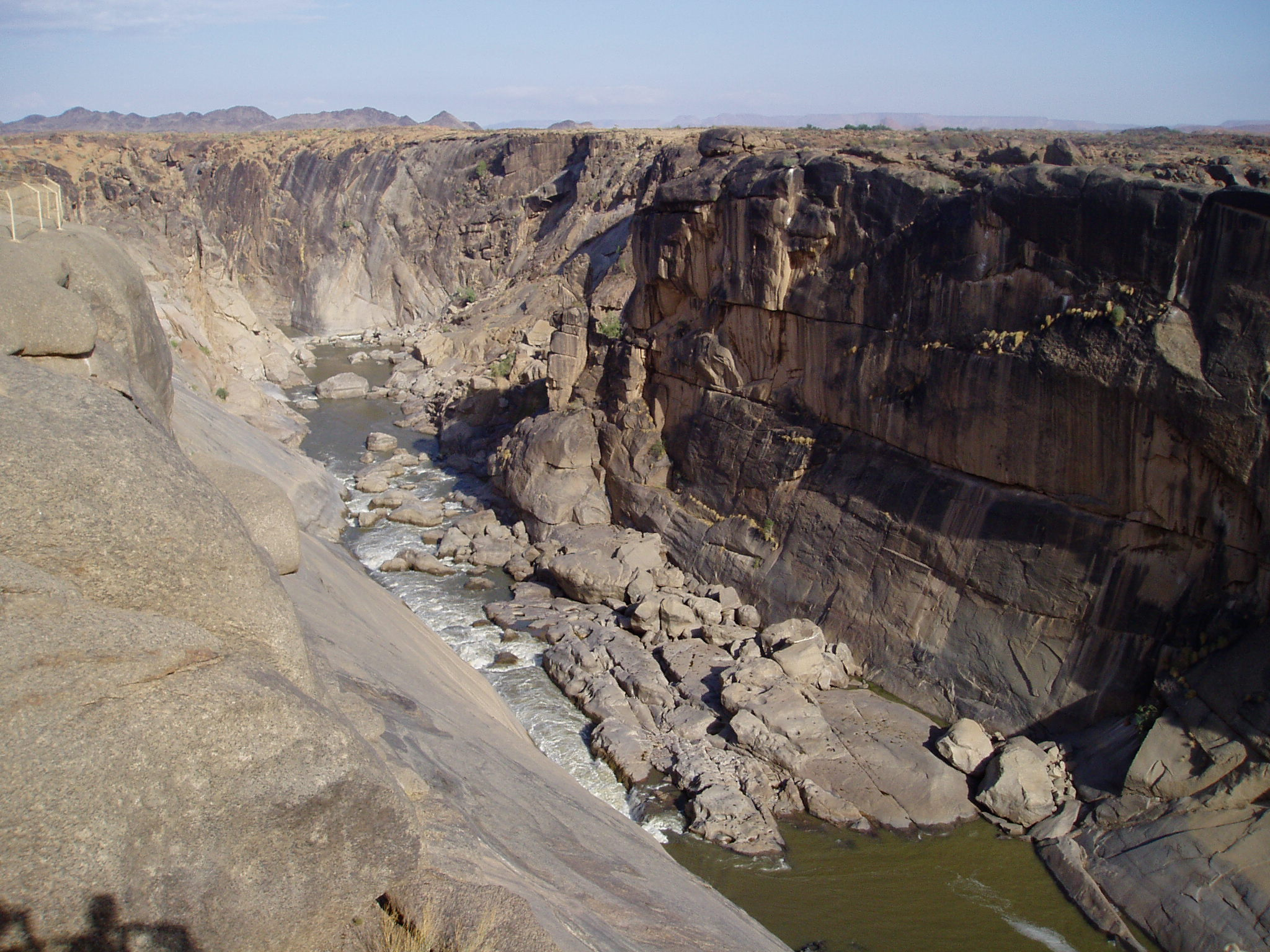
Chutes d'Augrabies près d'Upington.
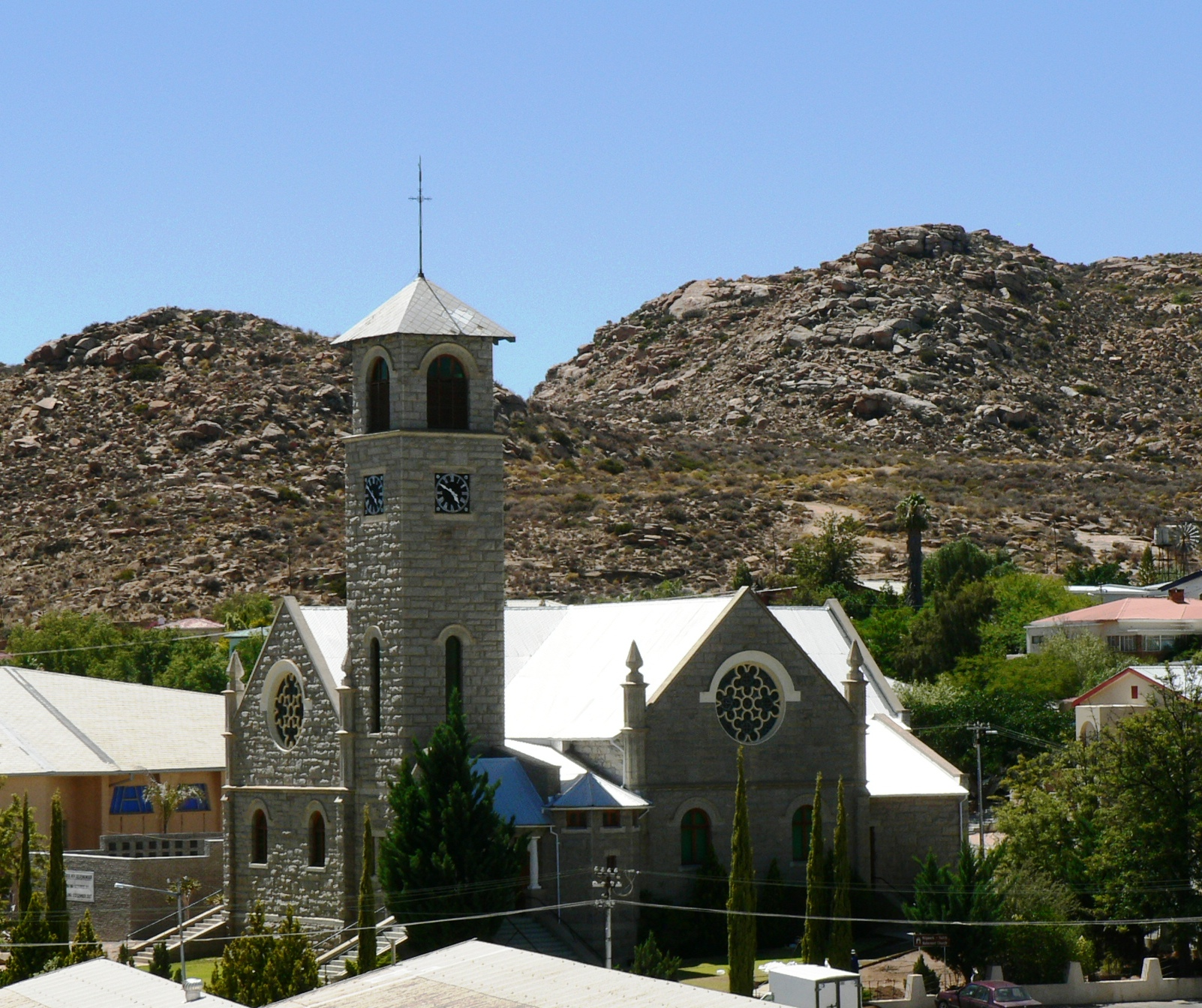
Église réformée néerlandaise Springbok.

## Politique
| Identité                         | Période       | Période         | Durée                      | Étiquette                 |
| Identité                         | Début         | Fin             | Durée                      | Étiquette                 |
| -------------------------------- | ------------- | --------------- | -------------------------- | ------------------------- |
| Manne Dipico (né en 1959)        | 7 mai 1994    | 30 avril 2004   | 9 ans, 11 mois et 23 jours | Congrès national africain |
| Dipuo Peters (née en 1960)       | 30 avril 2004 | 6 mai 2009      | 5 ans et 6 jours           | Congrès national africain |
| Hazel Jenkins (en) (née en 1960) | 6 mai 2009    | 26 février 2012 | 2 ans, 9 mois et 20 jours  | Congrès national africain |
| Sylvia Lucas (en) (née en 1964)  | 23 mai 2013   | 22 mai 2019     | 5 ans, 11 mois et 29 jours | Congrès national africain |
| Zamani Saul (en) (né en 1972)    | 22 mai 2019   | En cours        | 5 ans, 11 mois et 4 jours  | Congrès national africain |

| Parti | Parti                                  | Voix    | %     | Sièges |
| ----- | -------------------------------------- | ------- | ----- | ------ |
|       | Congrès national africain              | 228 265 | 57,54 | 18     |
|       | Alliance démocratique                  | 101 198 | 25,51 | 8      |
|       | Combattants pour la liberté économique | 38 527  | 9,71  | 3      |
|       | Front de la liberté                    | 10 641  | 2,68  | 1      |
|       | Autres                                 | 18 048  | 4,56  | 0      |
| Total | Total                                  | 396 679 | 100   | 30     |

| Année | ACDP | ANC | COPE | DP/DA | EFF | FF/FF+ | ID | NP/NNP |
| ----- | ---- | --- | ---- | ----- | --- | ------ | -- | ------ |
| 1994  | 0    | 15  | —    | 1     | —   | 2      | —  | 12     |
| 1999  | 0    | 20  | —    | 1     | —   | 1      | —  | 8      |
| 2004  | 1    | 21  | —    | 3     | —   | 1      | 2  | 2      |
| 2009  | 0    | 19  | 5    | 4     | —   | 0      | 2  | —      |
| 2014  | 0    | 20  | 1    | 7     | 2   | 0      | —  | —      |
| 2019  | 0    | 18  | 0    | 8     | 3   | 1      | —  | —      |

Deux mairies du district de Namakwa et la mairie d'Orania restent aux mains de partis d'opposition : Orania au Front de la liberté et les deux autres villes à l'Alliance démocratique.